# Schwarze Elster

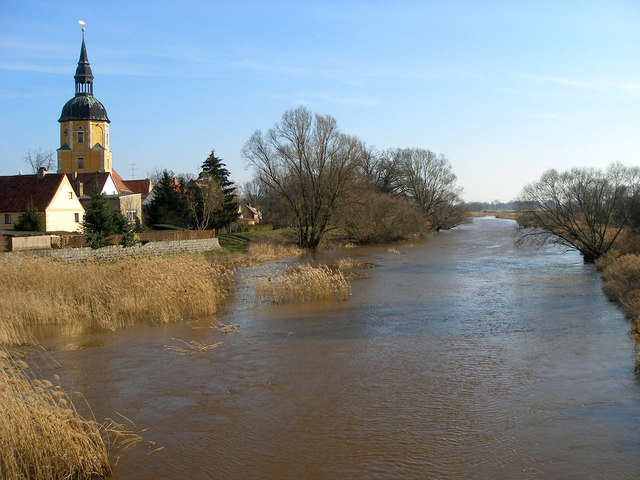
Schwarze Elster vid Schweinitz i Jessens kommun.

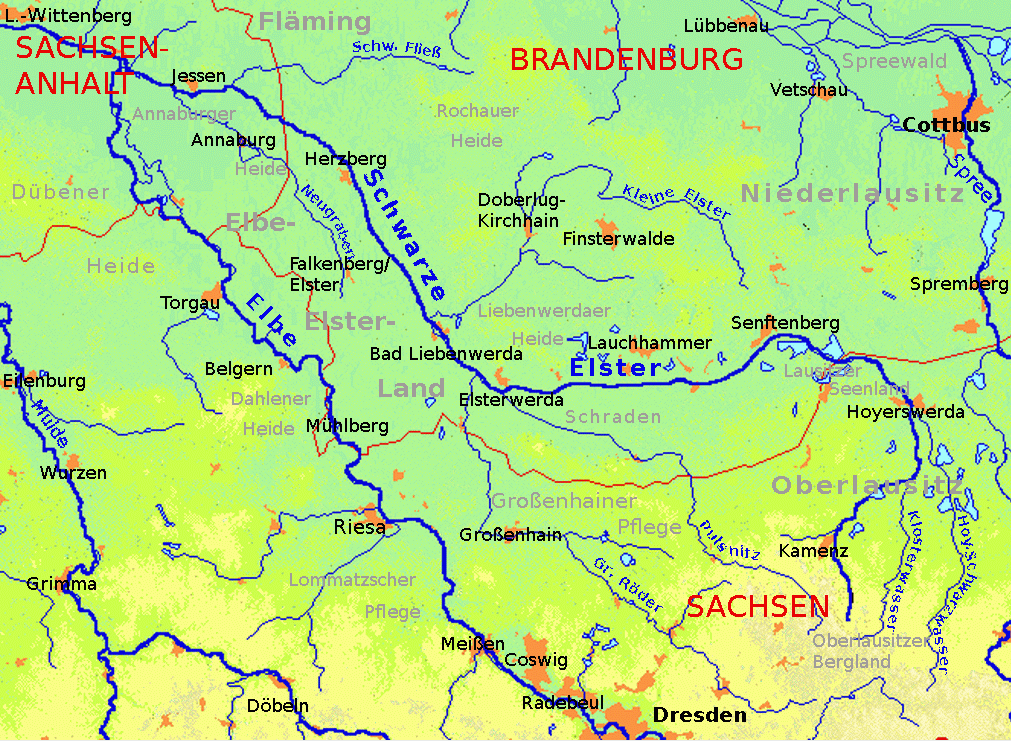
Karta

Schwarze Elster är en 179 km lång flod i Tyskland som utgör en högerbiflod till Elbe. Floden har sin källa i kommunen Elstra i Oberlausitz och rinner genom förbundsländerna Sachsen, Brandenburg och Sachsen-Anhalt till sitt sammanflöde med Elbe vid Zahna-Elster öster om Wittenberg.
De största städerna vid floden är Hoyerswerda och Senftenberg. Vid Schwarze Elster ligger även de mindre städerna Elstra, Kamenz, Wittichenau, Ruhland, Elsterwerda, Bad Liebenwerda, Herzberg och  Jessen.
Floden gällde under 1800-talet som en av de fiskrikaste i Tyskland. Tilltagande nedsmutsning från industriavfall, som fick sin kulmen under DDR-epoken, gjorde att floden under 1980-talet helt saknade fisk. Sedan 1992 har flera åtgärder för att rena floden genomförts, och djurlivet har delvis återhämtat sig.